# Synechanthus
Synechanthus es un género con dos especies de plantas con flores perteneciente a la familia  de las palmeras (Arecaceae).  
Es originario de América desde México hasta Ecuador.

## Taxonomía
El género fue descrito por Hermann Wendland  y publicado en Botanische Zeitung (Berlin) 16(21): 145. 1858.
Etimología
Synechanthus: nombre genérico que deriva de las palabras griegas: synechos = "continua" y anthos = "flor", en referencia a la disposición lineal de las flores (acérvulo).

## Especies
- Synechanthus fibrosus
- Synechanthus warszewiczianus